# Бранко Најхолд
Бранко Најхолд (Земун, 28. фебруар 1947 — Земун, 16. децембар 2016) био је српски аутор, писац, есејиста и најпознатији хроничар Земуна. Аутор је скоро педесет књига о Земуну, на стотине каталога као и чланака у бројним публикацијама, бројних изложби широм земље, оснивач Земунског међународног салона карикатуре и издавачке куће "Траг", оставио је неизбрисиви траг у историјском памћењу српског народа. За допринос културном животу града добио је годишњу награду Земуна 2001. године, а за допринос развоју светске карикатуре добио је награду међународне организације карикатуриста (FECO) 2006. године.

## Биографија
Рођен је у породици која је и по очевој и по мајчиној линији присутна у Земуну већ дуже од два века. Похађао је основну школу „Светозар Милетић“, затим Земунску гимназију, а дипломирао је на Економском факултету у Београду.
Своју љубав према Земуну исказао је, између осталог, и са око четрдесет књига и стотинак чланака посвећених Земуну, затим организовањем низа значајних културних манифестација, као и веома активним деловањем у јавном животу града. Ту посебно треба истаћи организацију Земунског међународног салона карикатуре, једног од најзначајнијих у свету. Осим земунске историје, био је добар познавалац и археологије и традиционалне афричке уметности, па је и у тим областима публиковао више књига и чланака, као и неколико књига прозе. Као издавач, у свом предузећу "Траг" објавио је више књига значајних за српску културу, а покренуо је и уређивао и неколико часописа.